# Portala
O Templo de Portala é um santuário situado no Tibete onde os raguvamsa se exilam em profunda meditação e jejum. Seu principal baluarte é a Casa de Hakashe, onde viajantes do mundo inteiro se encontram para buscar paz. Apesar viverem em constante clausura, esses monges dedicam suas vidas ao auxílio humanitário, sempre em rigoroso voto de pobreza.
| “ | Ninguém busca a paz com mais afinco do que aquele que não a tem. | ” |

## História
Acredita-se que o templo tenha sido construído pela primeira geração dos monges raguvamsa no ano de 75 no antigo Reino de Quirate, onde hoje está situada a região da Caxemira. Estudiosos e arqueólogos especulam que o motivo para a fuga do monges da Índia tenha sido justamente a guerra que o Reino Indo-Parto iniciou contra o Império Cuchana.
Bem próximo ao Vale de Catmandu, lar de diversas lendas tibetanas, foi erguido aquele que se acredita tratar do primeiro templo hindu em honra a Hanuman.
Apesar das mudanças sofridas por aquela região com o passar dos séculos, Portala praticamente permaneceu imutável. Um palácio gigantesco que encerra uma verdadeira cidade em seus portais. Exatamente por isso, o local recebeu o nome de Diqing, na região de Xangri-Lá.

## Os Mistérios do Palácio
Talvez um dos maiores e mais perturbadores mistérios que cercam esse recanto pitoresco e fascinante seja uma lenda que fala de um pregador eremita que veio de Jerusalém, atravessando a Ásia Menor com o auxílio de um dos líderes raguvamsa, chamado Baltazar. Este homem, no ano 68, deu sua bênção para que os monges seguissem seu caminho.
Apesar da identidade deste homem ser ainda desconhecida o apócrifo Livro de Tomé Adversário que hoje permanece no acervo da biblioteca de Nag Hammadi, faz menção a uma história muito semelhante. De acordo com este, Judas Tomé decidiu partir para a Síria após a ascensão de Maria e no caminho encontrou Baltazar, mencionado na Bíblia como um dos Três Reis Magos. Com ele, Tomé tomou conhecimento da antológica Ramáiana e decidiu abençoar os monges que peregrinam em busca do Darma.
Ainda não é seguro afirmar se Valmiki escreveu a sua obra-prima Ramáiana antes do conhecimento de Tomé ou se fora o contrário, mas o fato é que trechos deste livro podem ser vistos completos dentro das páginas do apócrifo Tomé Adversário.

## Dogmas
Os raguvamsa acreditam que a vida só começa a ter um sentido verdadeiro e positivo depois de a mente evoluir e o ser poder alcançar o Nirvana, mas para tanto ele deve cumprir o Darma. O maior exemplo deles é Sri Rama, personagem principal da epopeia Ramáiana.
Ramachandra possuía todas as virtudes de um ser iluminado:
- Era o obediente filho
- Marido fiel
- Irmão dedicado
- Amigo leal
- Governante benevolente

Tal como ele foi um avatar de Vishnu, muitos monges creem que outro avatar ainda virá, e portanto se esmeram em ter tudo pronto para a sua chegada.

## Curiosidades
- Além da misteriosa ligação entre essa religião tibetana quase desconhecida e o cristianismo, é curioso perceber o sincretismo religioso em suas obras, como por exemplo, o fato de eles crerem numa segunda vinda de Rama assim como os católicos creem numa segunda vinda de Cristo.
- Outra das maiores curiosidade de Portala é que, durante a Primeira Guerra Mundial, seus monges deram abrigo a um jovem inglês chamado James Hilton, que anos depois viria a escrever o best seller Horizonte Perdido, onde narra uma cidade muito semelhante a Diqing, mas a chama de Shangri-La.